# Rivière Matawin
Pour le hameau, voir Rivière-Matawin.
Pour les articles homonymes, voir Matawin.
La rivière Matawin est un cours d'eau canadien de 200 kilomètres, coulant de l'ouest vers l'est, plus ou moins en parallèle à la rive nord du fleuve Saint-Laurent, dans les régions administratives de Lanaudière et de la Mauricie, dans la province de Québec, au Canada.
La rivière Matawin est le principal tributaire de la rivière Saint-Maurice et le plus important cours d'eau de la Matawinie. Les autres principaux tributaires sont les rivières Vermillon et la Manouane, dont les confluences respectives sont situées au nord de La Tuque. Sur son parcours, la rivière Matawin s'alimente principalement de la décharge du réservoir Taureau, située dans le parc régional du Lac-Taureau. 
Depuis le milieu du XIXe siècle, la foresterie a été le pôle économique dominant du territoire du bassin versant de la rivière Matawin, tandis que les activités récréo-touristiques arrivent en second plan.

## Géographie
La source de la rivière Matawin est le lac Matawin (longueur  : 3,2 km  ; altitude  : 491 m). Ce lac est situé dans le canton de Charland, dans le territoire non organisé du Lac-Matawin, à l'ouest de Réservoir Taureau, en Matawinie, dans la Réserve faunique Rouge-Matawin, à environ 8 km au sud-ouest du lac Charland lequel est formé par un élargissement de la rivière du Milieu. Cette réserve québécoise constitue la tête des eaux entre la rivière Rouge (coulant vers le sud) et la rivière Matawin (coulant vers l'est).

### Cours supérieur de la rivière
À partir de sa source la rivière descendent vers le sud en traversant plusieurs lacs dont : Ginson, Cholet, Tourvion, Serent, du Petit Chaland, Chargé, Baie du Rat et Baie du Bois Vert. La rivière bifurque vers l'est, à la hauteur du lac Jonval, toujours en milieux forestiers ; ce segment du parcours de la rivière devient la limite entre la réserve faunique Rouge-Matawin et le Parc national du Mont-Tremblant. Plus loin, la rivière traverse :
- les Rapides Boisvert, en aval du coude de la rivière, après la baie du Bois-Vert ;
- la Chute Brûlée, près du chemin du lac Vaseur ;
- les Rapides Vasseur, près du chemin Saint-Donat.

Finalement, la rivière Matawin traverse en serpentins le village de Saint-Michel-des-Saints pour se déverser au sud de la grande baie de la partie ouest du Réservoir Taureau.
La distance entre la décharge du lac Matawin et l'embouchure de la rivière au réservoir Taureau est de 87,4 km et la distance entre l'embouchure et le barrage Matawin (décharge du réservoir) est de 38 km.

### Cours inférieur de la rivière
À partir de la décharge du réservoir Taureau, la rivière Matawin continue son parcours en coulant sur 82 km vers l'est, délimitant la partie sud de la zec du Chapeau-de-Paille et la partie nord de la réserve faunique Mastigouche et du parc national de la Mauricie. Ce dernier délimite la partie sud de Lac-Normand. L'embouchure de la rivière Matawin se situe à un kilomètre au sud de l'île Matawin sur la rivière Saint-Maurice, à mi-chemin entre La Tuque et Grand-Mère.

### Principaux rapides de la rivière
En partant du barrage de la décharge du réservoir Taureau, les principaux rapides de la rivière Matawin sont :
1. Rapide du Baril Vide ;
2. Rapide de l'Île Verte ;
3. Rapide des Cèdres ;
4. Rapide de l'Île Brûlée ;
5. Rapide du Méandre ;
6. Rapide sans nom ;
7. Grand rapide Price ;
8. Rapide de la Chienne ;
9. Rapide du Gros Chien ;
10. Rapide sans nom ;
11. Rapide de l'Arrachis ;
12. Rapide des Aigles ;
13. Rapide Lapointe ;
14. Rapide des Pins ;
15. Rapide du Galet ;
16. Rapide Oublié ;
17. Sault du Crapaud ;
18. Rapide sans nom ;
19. Chute de la Grand-Mère ;
20. Rapide Grant ;
21. Rapide du Bouleau ;
22. Petite chute de la Grand-Mère ;
23. Petit rapide des Cinq ;
24. Rapide des Cinq qui s'étend en six segments de rapides sur huit kilomètres (5 milles) du parcours de la rivière. D'amont en aval, les six segments de rapides sont désignés ainsi : le Bear, le Drag, le Big Joe, la Caverne, le Rick Show et le Yogi, identifiées après 1994. Ces six segments débutent à 0,44 km en aval de l'embouchure du ruisseau Aubin et se terminent à 0,9 km avant l'embouchure de la rivière Matawin.

Le « ruisseau des cinq » coule vers le nord sur 2,6 km à partir du « lac du Portage », pour se déverser sur la rive sud de la rivière Matawin, à 4,2 km en amont de sa confluence. Dans ce secteur de Shawinigan, plusieurs hydronymes utilisent le chiffre « Cinq » : Lac des Cinq, Petit Lac des Cinq, Ruisseau des Cinq, Petit ruisseau des Cinq, Île des Cinq, rapide des Cinq et « petit rapide des Cinq ». Ces hydronymes sont tous situés dans la partie est du Parc national de la Mauricie, sauf les rapides qui sont à la limite sud du territoire non organisé du Lac-Normand dans la MRC de Mékinac.
Cet hydronyme figurant sur une carte de 1930, désigne une zone de rapide de la rivière Matawin. Deux origines sont associées à ce nom :
- le fait que la zone des rapides s'étire sur 5 milles (8 km) ;
- ou l'évocation de la noyade de cinq draveurs dans ce secteur[2].

## Toponymie
Le toponyme Matawin (parfois désigné Mantawa ou Mattawin) est d'origine algonquin, dérivant du mot « Matawane » qui signifie « rivière qui tombe rapide ». Les abénaquis nomment la rivière Madôwaizibo qui signifie également rencontre des eaux ou confluent. Ce substantif figure sous la forme « Mataouan » ou « Mattaouan » dans le Journal du chevalier de Troyes en 1686 désignant une fourche de rivière. Ce mot comporte un sens très général, car il peut s'utiliser pour décrire de nombreuses situations hydrographiques.
Le toponyme « rivière Matawin » figure dans divers documents de nature cartographique ou autre, depuis le début du XIXe siècle. Le toponyme « Matawin River » figure dans l'ouvrage « A topographical dictionary of the Province of Lower Canada », conçu par l'arpenteur Joseph Bouchette, publié en 1832. En 1854, H. Legendre dresse le Plan d'une partie de la rivière Matawin dans la seigneurie du Cap-de-la-Madeleine. Théophile-Stanislas Provost, curé de Saint-Alphonse-Rodriguez, cite la « rivière Mantawa » dans une lettre adressée au journaliste André-Napoléon Montpetit en 1862. Certains ouvrages de référence indiquent, en 1914 et en 1925, la « rivière Mattawin ». 
Le nom à la Réserve faunique Rouge-Matawin a été emprunté du toponyme « rivière Matawin », de concert avec la rivière Rouge, à travers laquelle elle s'écoule.

## Histoire
L'industrie forestière s'est intéressée assez tôt aux richesses de la Matawinie (vallée de la rivière Matawin). Dès 1839, un chantier est établi au nord de ce cours d'eau. Vers 1860, le gouvernement du Canada-Uni investit dans l'aménagement de la rivière afin de permettre aux entrepreneurs d'atteindre et d'exploiter les pinières de la région qu'on appelle déjà Matawinie. À la même époque, commence la colonisation de ce coin de pays où la paroisse de Saint-Michel-des-Saints est fondée en 1863.
Au début du XXe siècle, l'industrie forestière s'est servi de la rivière Matawin pour le transport du bois par flottaison issu des coupes effectuées dans la région. En flottant, les billes de bois descendaient le courant pour aboutir dans la rivière Saint-Maurice afin d'atteindre en aval les moulins à pulpe de Grand-Mère, Shawinigan et Trois-Rivières.

## Activités sportives et touristiques
La rivière Matawin offre le plus long segment de rapides continus de classe 3 et 4 au Québec. Idéale pour la pratique d'activités nautiques, cette rivière est réputée pour le rafting, le kayak de rivière et l'hydroluge. Ce cours d'eau est propice pour des expéditions de plusieurs jours, puisque plusieurs sites de camping sauvage se trouvent sur ses rives et offrent divers services pour des activités nautiques variées.